# زندان ایمرالی
زندان ایمرالی (ترکی استانبولی: İmralı prison) یک زندان با امنیت بالا از نوع F در جزیره ایمرالی در دریای مرمره ترکیه است. در حال حاضر به عنوان زندان برای چند زندانی از حزب کارگران کردستان (PKK) و یک زندانی حزب کمونیست ترکیه/مارکسیست-لنینیست (TKP/ML) استفاده می‌شود. این زندان توسط ارتش محافظت می‌شود و همچنین از طریق تصاویر ماهواره‌ای نیز از طریق آسمان نظارت می‌شود.

## محل
این زندان در جزیره ایمرالی در دریای مرمره در جنوب استانبول واقع شده‌است. این جزیره با قایق از Mudanya در ساحل جنوبی دریای مرمره قابل دسترسی است.

## فرار از زندان
بیلی هیز، که به دلیل قاچاق حشیش از ترکیه زندانی بود، در سال ۱۹۷۵ از جزیره فرار کرد. در سال ۱۹۹۷، چند چچنی که در این جزیره زندانی بودند نیز توانستند فرار کنند.

## زندانیان قابل توجه
- عدنان مندرس، نخست‌وزیر ترکیه[۵]
- جلال بایار، رئیس‌جمهور ترکیه[۶]
- یلماز گونی، کارگردان فیلم کرد[۷]
- بیلی هیز، نویسنده Midnight Express[۸]
- عبدالله اوجالان